# مايك برودريك
مايك برودريك (بالإنجليزية: Mike Broderick)‏ هو سياسي أمريكي، ولد في 27 فبراير 1939 في والتهيل في الولايات المتحدة. حزبياً، نشط في الحزب الجمهوري. وقد انتخب عضو داكوتا الجنوبية البيت النواب.